# Salvador aux Jeux olympiques
Le Salvador participe aux Jeux olympiques depuis 1968 et a envoyé des athlètes à tous les jeux d'été depuis cette date sauf en 1976 et en 1980. Le pays n'a jamais participé aux Jeux d'hiver. 
Le pays n'a jamais remporté de médaille.
Le Comité national olympique du Salvador a été créé en 1949 et a été reconnu par le Comité international olympique (CIO) en 1962.